# Super I/O

Vi mạch tổng hợp Super I/O được kết nối với chipset cầu nam trong sơ đồ một bo mạch chủ

Super I/O là một vi mạch tổng hợp trên bo mạch chủ có chức năng giao tiếp trung gian giữa chipset cầu nam và các giao diện ngoại vi. Super I/O thường thấy trên các bo mạch chủ trước đây. Các chip Super I/O thường dùng cho các giao tiếp với các thiết bị ngoại vi có băng thông thấp.
Super I/O thường cung cấp tối thiểu các chức năng dưới đây:
- Bộ điều khiển các ổ đĩa mềm (floppy controller)
- Bộ điều khiển cho một hoặc hai cổng nối tiếp (serial port controller)
- Bộ điều khiển cho cổng song song (parallel port controller)

Thực tế các chip Super I/O còn mở rộng tích hợp các tính năng khác nữa, ví dụ một chíp Super I/O của SMC có ký hiệu LPC47M102 trên bo mạch chủ VC820 ATX của Intel có thể tích hợp ngoài ba tính năng kể trên còn có các tính năng thêm dưới đây:
- Một cổng song song đa kiểu: ECP/EPP
- Giao diện cho bàn phím và chuột điều khiển (các chip Super I/O cũ không hỗ trợ giao diện này)

Những chip Super I/O trước đây thường sử dụng bus ISA cổ điển, ở các thế hệ mới hơn chúng chuyển sang sử dụng bus PLC có tốc độ cao hơn, hoạt động với xung nhịp bằng 1/2 so với bus PCI, tức là ở tốc độ: 16,67 MBps. Như vậy sử dụng bus PLC sẽ hiệu quả hơn bus ISA (bởi một mặt khác theo tiêu chuẩn PC99 thì bus ISA sẽ biến mất trong cấu trúc máy tính cá nhân).
Super I/O cũng điều khiển cho các cổng giao tiếp cho thiết bị điều khiển chơi game trên máy tính (joystick), các giao tiếp hồng ngoại. Chúng có thể được tích hợp thêm nhiều chức năng khác bởi sự tích hợp càng nhiều tính năng sẽ giúp cho giảm các linh kiện, vi mạch tổng hợp khác trên bo mạch chủ, và điều này làm giảm đáng kể giá thành sản xuất cho bo mạch chủ hoặc tổng thể đối với máy tính nói chung. Các thế hệ máy tính trước đây thường phải dùng các bo mạch riêng cho các loại giao tiếp này.
Với một xu thế chung là tích hợp vào các chipset cầu nam và chip Super I/O nên càng ngày các bo mạch chủ càng được nhỏ gọn bởi không còn chứa nhiều các linh kiện để phục vụ các giao tiếp tối thiểu trên trực tiếp bo mạch chủ nữa. Xu hướng chung trong các thiết kế hiện nay là tích hợp tất cả vào chipset cầu nam. Thậm chí một số hãng sản xuất linh kiện phần cứng như SiS, nVIDIA ngày nay trong một số sản phẩm của họ còn tích hợp toàn bộ các chipset cầu bắc, chipset cầu nam và super I/O vào chung một chíp tổng hợp duy nhất.